# 쿠제이 을드즈 일크 아슈크
《쿠제이 을드즈 일크 아슈크》(튀르키예어: Kuzey Yıldızı İlk Aşk)는 2019년 방영된 터키의 텔레비전 드라마이다.